# Plaigne
Plaigne är en kommun i departementet Aude i regionen Occitanien  i södra Frankrike. Kommunen ligger  i kantonen Belpech som ligger i arrondissementet Carcassonne. År 2022 hade Plaigne 120 invånare.

## Befolkningsutveckling
Antalet invånare i kommunen Plaigne
Referens: INSEE